# ایترفورت
ایترفورت (به هلندی: Ittervoort) یک منطقهٔ مسکونی در هلند است که در Leudal واقع شده‌است. ایترفورت ۱٬۹۵۰ نفر جمعیت دارد.